# Галерея Гонзаго
Галерея Гонзаго — уникальный архитектурно-фресковый ансамбль в Павловском дворце, созданный итальянским декоратором, архитектором и теоретиком искусства Пьетро ди Готтардо Гонзаго в начале XIX века. Это единственный в Северной Европе образец наружной фресковой живописи столь большой площади: 350 квадратных метров — настенной и 200 квадратных метров — потолочной. «Чудо Павловска» — так называли Галерею Гонзаго современники. Они утверждали, что птицы пытались влететь в созданный декоратором иллюзорный мир, а собаки — вбежать. Одни разбивались о стену насмерть, вторые — повреждали носы.
В течение XIX века росписи Пьетро Гонзаго неоднократно подновлялись. В годы Великой Отечественной войны были серьёзно повреждены. Сложный процесс реставрации Галереи Гонзаго завершился только в 2011 году.

## Создание и судьба Галереи

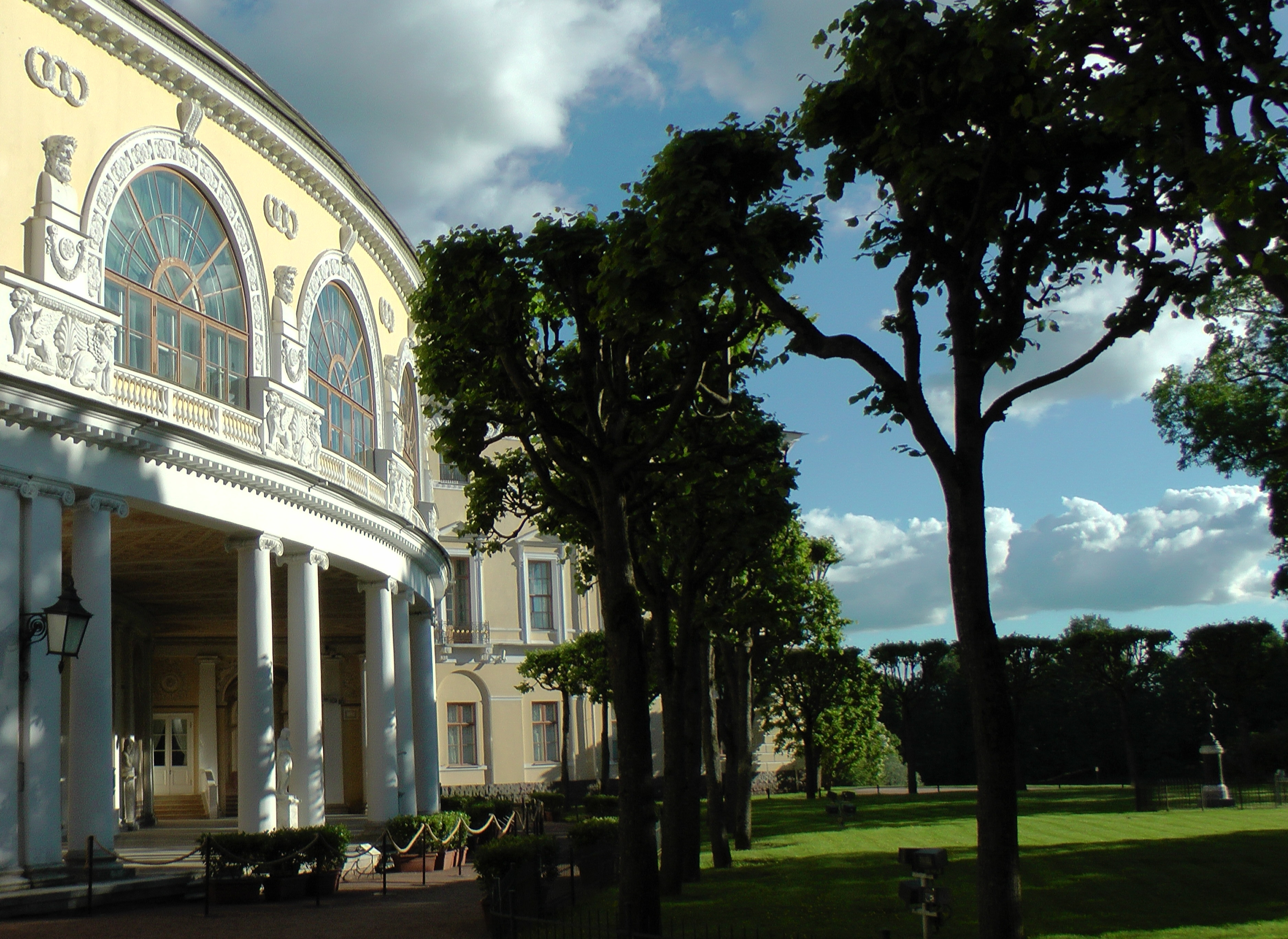
Вид на Галерею Гонзаго в Павловском музее-заповеднике

Галерея строилась в 1795—1797 годах по проекту архитектора Винченцо Бренны как летняя открытая столовая для обитателей дворца. Её первоначальные названия — «Светлая столовая», «Столовая галерея», «Столовая зала». Роспись Галереи, созданная Пьетро ди Готтардо Гонзаго, была выполнена по поручению императрицы Марии Фёдоровны значительно позже. Работы проводились в 1805—1807 годах.
Считается, что Гонзаго предварительно сделал рисунок по влажной штукатурке методом графьи, а затем по ещё не высохшей штукатурке работал в технике гризайль красной краской на основе железноокислого пигмента. Когда штукатурка высохла, художник сделал проработку и моделировку формы красками на известковом связующем.
В 1822—1824 годах архитектор Карло Росси надстроил над Галереей библиотеку с большими арочными окнами, обрамлёнными орнаментом из розеток. Из-за строительства библиотеки помощник Гонзаго Барнаба Медичи в 1824 году был вынужден переписать заново плафон Галереи. Между окнами Росси разместил бюсты древних писателей и философов, а над ними — лепные венки. Карло Росси хотел застеклить созданную им библиотеку до пола Галереи, чтобы защитить росписи Пьетро Гонзаго, однако его замысел остался неосуществлённым. В 1970-е годы эта идея вновь появилась в ходе реставрации, но специалисты по охране памятников посчитали, что стекло нарушит визуальное восприятие фресок Гонзаго, и поэтому были установлены только специальные ограждения и видеокамеры. Несколько раз уже в XIX веке производились подновления живописи в Галерее. Это происходило в 1849, в 1858, в 1874 (тогда живописец Антон Фишер расписал потолок Галереи каучуковыми красками) годах.
В конце XIX века, когда на территории Галереи был устроен летний сад, из-за повышенной влажности было принято решение заменить внизу основу росписей со штукатурки на цемент. В советское время на базе Павловского дворца был создан музей-заповедник. В 1930-е годы Галерею использовали как столовую при детском оздоровительном лагере.

### Реставрация Галереи
Серьёзной трудностью в отношении цветового решения фресковой росписи является отсутствие прямых документальных источников иконографических материалов, которыми можно было бы пользоваться при реставрации Галереи. Небольшой эскиз в цвете, созданный самим Пьетро Гонзаго, сохранился до нашего времени, но по нему можно воспроизвести только четверть плафонной живописи. В 1922 году Н. В. Исаченко и А. Н. Суворова, научные сотрудники Зубовского института, копировали и изучали росписи Галереи Гонзаго. В 1938 году в Галерее была проведена реставрация. Перед этим с 1935 по 1938 год специальная комиссия изучала памятник и дала экспертное заключение о причинах быстрого его разрушения. В 1941 году город был захвачен немцами. В 1944 году во время штурма дворца советскими войсками начался пожар, в котором сгорели деревянные перекрытия дворца и были уничтожены его интерьеры. Расположенная над Галереей библиотека рухнула, и уникальная живопись находилась в течение десяти лет под открытым небом. Перекрытие над Галереей было восстановлено только к 1955 году.
Ко времени начала реставрации (1969 год) сохранялись архивные данные — дореволюционные фотографии, акварели, эскизы самого Гонзаго, копии, выполненные его сыном, фиксационные акварели 1938 года, сделанные художниками Ф. Ф. Олейниковым, В. Вейсом и Г. Константиновским. Некоторые известные деятели искусства (например, А. А. Федоров-Давыдов, член-корреспондент Академии художеств СССР (1958), заслуженный деятель искусств РСФСР) выступали против реставрации:

«росписи этой галереи никак нельзя восстанавливать ввиду того, что сохранились лишь отдельные небольшие куски её и к тому же пострадавшие от пожара. Попытки произвести восстановление её путем дополнения, а тем более прописки могут привести лишь к тому, что мы получим грубую фальшивку, в которой потеряются и те фрагменты, которые сохранились…»— Письмо А. А. Федорова-Давыдова А. М. Кучумову
Реставрация Галереи началась под руководством художника-реставратора Я. Я. Казакова в 1969 году (завершена в 1972 году). Утрачено было более двух третей росписей. Изучив уцелевшую расчищенную живопись, Я. Я Казаков разработал проект воссоздания росписей (за основу была взята красновато-серая гамма). Был воссоздан потолок Галереи. Роспись осуществить не удалось из-за спорности её колорита. Красновато-коричневый тон сохранившейся живописи вступил в колористический диссонанс с отреставрированными желтоватыми фасадами дворца. Художник-декоратор А. В. Трескин высказал предположение, что живопись была в охристо-серых тонах и изменила свой цвет в результате пожара. В 2005 году реставрационные работы были возобновлены (закончены в 2011 году). Было принято решение выполнять живопись в жёлто-охристом колорите (под цвет фасада дворца). Заново был расписан потолок Галереи. Вопрос о первоначальном цвете остаётся открытым. Не исключено, что цвет фасада был розовым. В настоящее время фрагменты подлинной росписи Галереи сохранены, они намеренно оставлены отличными по цвету и фактуре от современной росписи и занимают не больше 15 %.
В середине 70-х годов XX века около двадцати подлинных фрагментов фрески Гонзаго были демонтированы со стен Галереи и помещены в деревянные кессоны. В реставрационных мастерских СПБГХПА им. А. Л. Штиглица ведётся работа по реставрации этих фрагментов. Рассматриваются несколько вариантов их экспонирования:
- монтаж отреставрированных фрагментов на их подлинное место,
- создание музейно-выставочного пространства для их экспонирования[14].

### Эскизы Гонзаго, гравюры и фотографии, запечатлевшие Галерею Гонзаго к 1917 году
Cерия гравюр 1822 года, изображающих Павловск, была создана по рисункам В. А. Жуковского, одна из которых представляет Галерею Гонзаго. На переднем плане этой гравюры изображена статуя Венеры, а у её ног расположен сосуд с накинутой на него драпировкой, что является атрибутом «Венеры Капитолийской». Специалисты считают, что это была подлинная античная скульптура (она, вероятно, входила в коллекцию Лайда Брауна, как «Большая статуя Венеры», оценена в 3355 рублей, доставлена в Россию в 1783 году с первой партией приобретённых императрицей у коллекционера антиков и была одним из самых дорогих предметов его собрания). Фотография, запечатлевшая статую на Галерее Гонзаго, вклеена в альбом с видами Павловска, подаренный в 1982 году Павловскому дворцу-музею. Находящиеся в нём фотографии сделаны до 1872 года. В смете скульптора Кузнецова фигурирует ещё одна статуя — «Муза в Галерее Гонзаго». Однако известно, что статуя с таким названием находилась в Туалетной Павла I в Павловском дворце, и в смету, предположительно, вкралась некая ошибка. По мнению О. К. Баженовой, в Галерее Гонзаго стояла статуя «Венеры с раковиной» (полуобнажённая женская фигура с прикрывающей ноги драпировкой, держащая перед собой большую раковину). Подлинные античные статуи были взяты из Галереи Гонзаго в Кавалерский зал в 1872 году, а вместо них были установлены статуи меньшего размера, которые пришлось поставить на дополнительные подставки на старых прямоугольных пьедесталах. Их можно различить на фотографиях конца XIX — начала XX века.
В музее Павловского дворца хранятся шесть подлинных эскизов для фресок Галереи Гонзаго, являющихся вариантом выполненных в 1807 году. В коллекции Государственного Эрмитажа находится эскиз, принадлежащий самому архитектору (инвентарный номер: ОР-21796, техника: бумага, перо, кисть, бистр, акварель, карандаш; размеры: 18,2 на 38,6 сантиметра, поступил в 1925 году из собрания Юсупова). В 2001 году в Павловске была организована выставка «Итальянец в Павловске», позволявшая увидеть эскизы проектов и росписей, акварели, планы и чертежи галереи, автором которых является сам Пьетро Гонзаго. Были представлены также картоны, выполненные в натуральную величину и воспроизводящие Галерею Гонзаго. Картоны подготовлены в 1960-е годы, когда была сделана попытка восстановить Галерею.

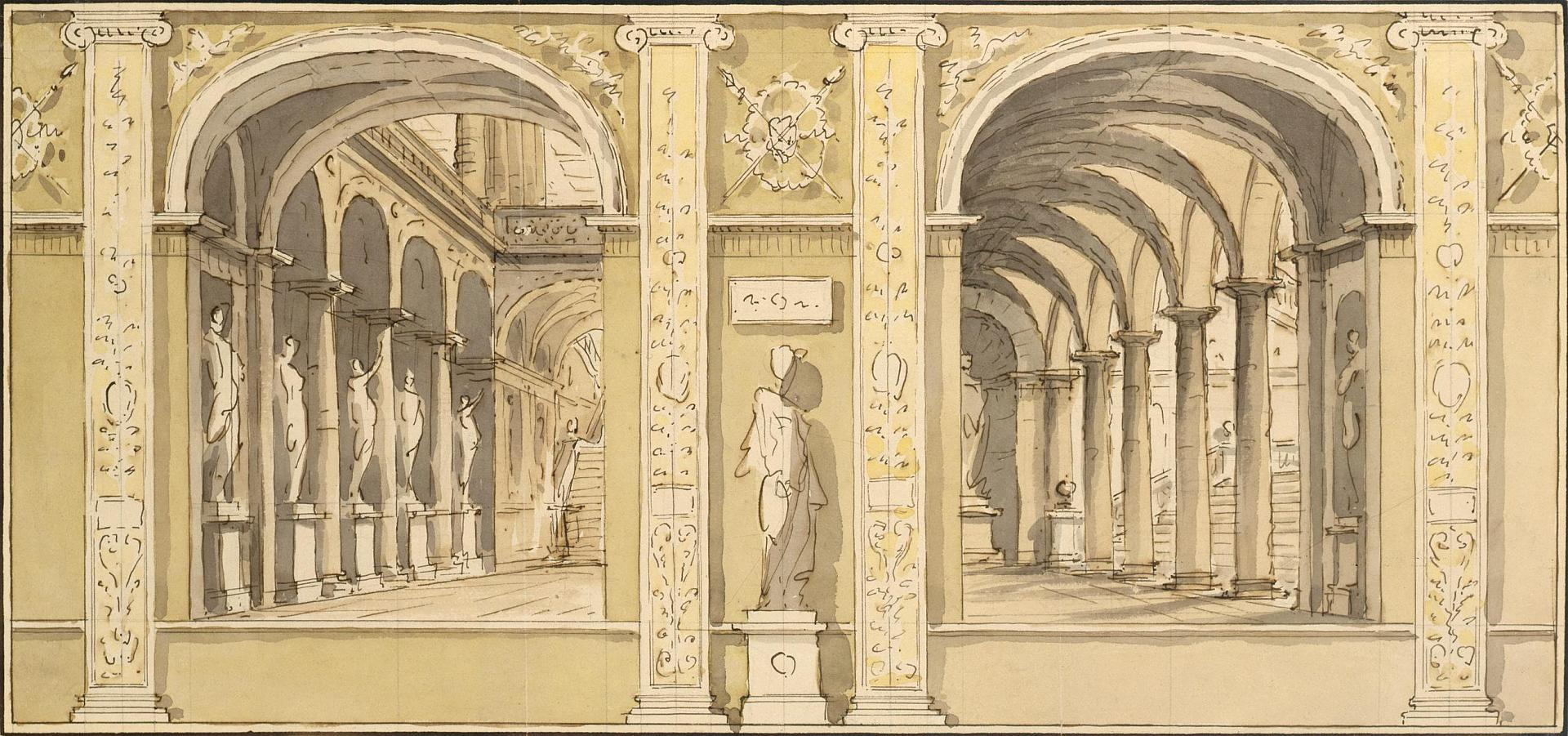
Пьетро Гонзаго. Галерея Гонзаго. Эрмитаж. Эскиз фрески, до 1807
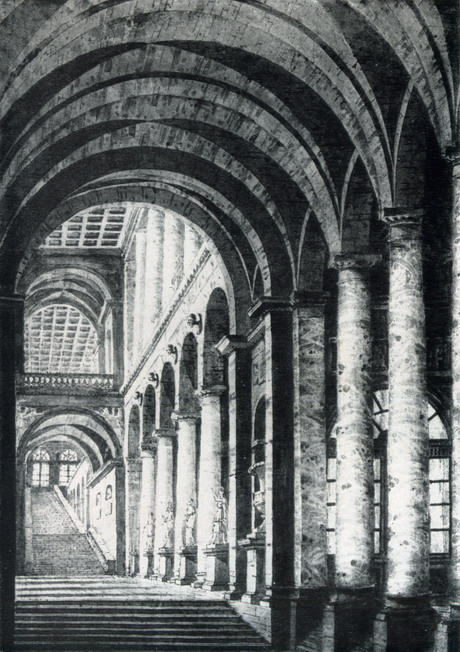
Пьетро Гонзаго. Галерея Гонзаго. Эскиз фрески, до 1807
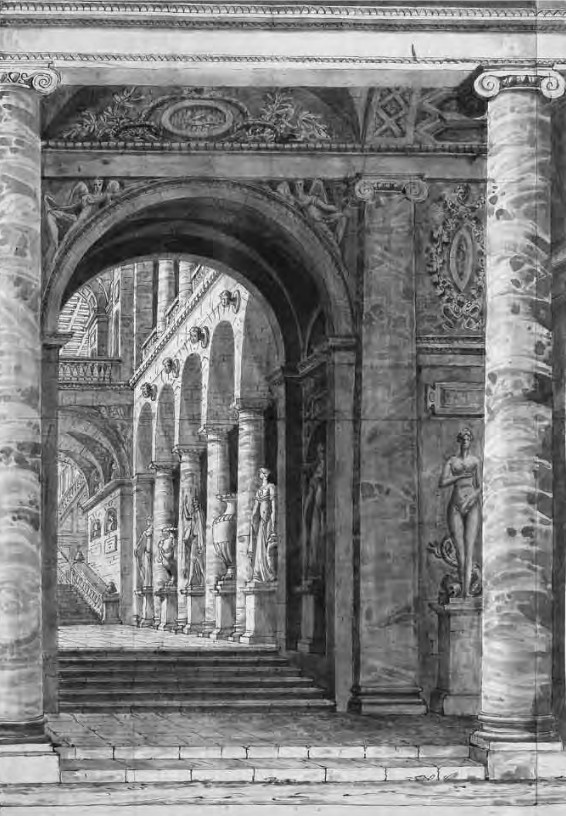
Пьетро Гонзаго. Галерея Гонзаго. Эскиз фрески, до 1807
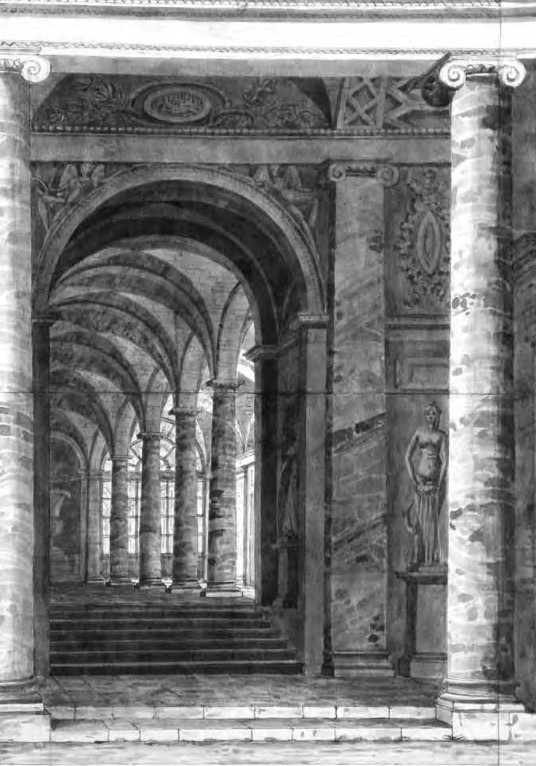
Пьетро Гонзаго. Галерея Гонзаго. Эскиз фрески, до 1807
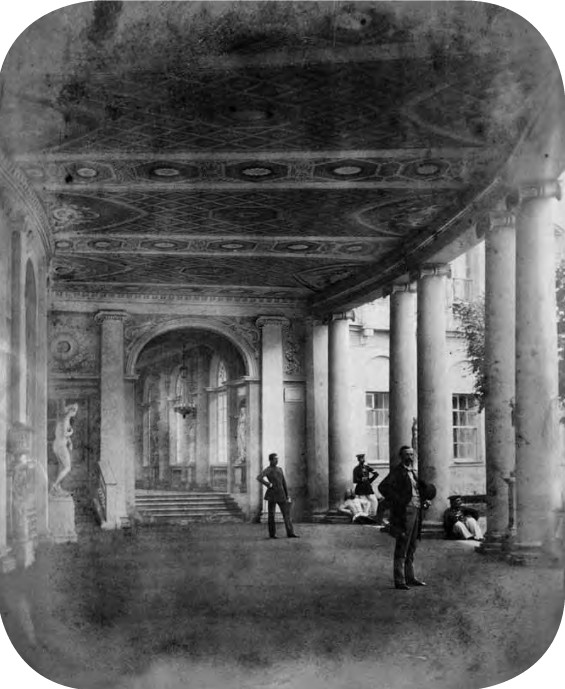
Неизвестный фотограф. Галерея Гонзаго, до 1872

## Внешний вид ансамбля
Внешний вид Галереи подробно описал в конце XIX века краевед В. Курбатов. Под библиотекой (построенной архитектором Карло Росси) со стороны реки Славянки находилась открытая галерея. Стены библиотеки прорезаны громадными окнами, между ними помещены скульптуры, стены опираются на сдвоенные ионические колонны. В глубине галереи на стенах Пьетро Гонзаго написаны al fresco (фресковой росписью) перспективы колоннад, украшенных статуями, широкие залы. Искусствоведы считают, что реальная архитектура была сознательно объединена художником с иллюзорной. Гонзаго создал архитектуру на плоскости стены и раздвинул пространство внутри Галереи. Пять нарисованных художником арочных галерей разделены двойными пилястрами. Между пилястрами — венки, выполненные «под лепку». Над арками изображены скульптуры крылатых богинь. Живопись торцевых стен создает иллюзию ещё двух галерей и повторяет мотив общей композиции. Гонзаго также выполнил роспись плафона и пола Галереи. Плафон при этом превратился в полуциркульный свод, за счёт чего стал казаться значительно выше, а пол был расписан «под камень».
В. Курбатов писал, что между колоннами галереи стояли статуи четырёх времён года итальянской работы XVIII века. В самой галерее находилась бронзовая группа работы Михаила Козловского, изображавшая Геркулеса, скачущего на коне. Она была выполнена в 1799 году и вызвала восхищение современников (воспета даже в стихах). Деревья в садике около галереи были подстрижены, а между ними расставлены бюсты и довольно грубая, но курьёзная копия «Полины Боргезе» Антонио Кановы. Фресками покрыты не только стены в глубине галереи, но и прилегающий угол между галерей и дворцом. Стволы подстриженных деревьев и колонны галереи производят впечатление единого архитектурного сооружения. Фрески на наружной стене, находящиеся под дождём и ветром, сохранились к началу XX века достаточно хорошо. До 1917 года в галерею из парка на зиму свозили кадки с тропическими деревьями. Здесь растения погружались в зимнюю спячку, а с наружной стороны галереи задёргивались шторы, чтобы предотвратить их гибель.
Манеру живописи Гонзаго специалисты сравнивают с такими мастерами, как: Джузеппе Барбери (1746—1809), Франческо Кьяруттини (1748—1796), Антонио Базоли (1744—1848), Анжело Тозелли (1770—1827), и выделяют в творчестве Гонзаго три манеры, разные и как будто принадлежавшие трём разным художникам. Первая — монументальная, связана со стилем барокко. В этой манере выполнены некоторые достоверные эскизы Гонзаги: подписной эскиз занавеса к балету «Сандрильона» и эскизы для росписей Галереи Гонзаго, лист из коллекции Сергея Чобана «Интерьер римского императорского дворца». Во второй, свободной манере мастерски выполнены пером и кистью эскизы, в которых чувствуется полёт фантазии. В «разработанной» манере листы проработаны тщательно и выполнены обычно с использованием сепии, тонировка обеспечивает узнаваемость стиля автора.

### Скульптура Галереи и «Урна судьбы»
Искусство Гонзаго наполнено весельем и радостью. Художник, яркий представитель классицизма, свои идеалы видел в античности, хотя в его работах ощутимо влияние романтизма. Галерею Гонзаго и прилегающую к ней территорию украшала мраморная и бронзовая скульптура. В Галерее между сдвоенными колоннами находятся три подлинные итальянские статуи XVIII века: «Зима», «Весна» и «Осень». Статуя «Лето» до нашего времени не сохранилась. Статуя «Церера», заменившая её в сейчас, близка по теме, но выпадает из ансамбля из-за несколько больших размеров. В глубине, у самой стены, находятся работы итальянских скульпторов XVIII века — бюсты Аполлона (I половина XIX века, копия с оригинала скульптора IV века до н. э. Леохара) и весталки на подлинных мраморных резных постаментах.
Здесь же, в Галерее, временно находится декоративная ваза из устьянской яшмы «Урна Судьбы». Она была выполнена на Колыванском камнерезном заводе (Алтай) в 1787 году именно для Павловска, но располагалась изначально в так называемой Семейной роще. Во время Гражданской войны ваза была разбита, а рощу, которая её окружала, вырубили на дрова. Считается, что запасы устьянской яшмы к настоящему времени выработаны полностью. Ваза обошлась Павлу I в две с половиной тысячи рублей золотом. Мастера не сумели вырезать полутонную вазу целым куском, поэтому в столицу отправили семь фрагментов с туманными названиями: «плинт», «навершие», «тулово», «жемчужница». Так как чертежи затерялись в дороге, то в Павловске «Урну Судьбы» собрали неправильно, неверно истолковав названия фрагментов. Это поняли реставраторы, когда попытались воссоздать разбитую вазу. Реставрация проводилась на Колыванском заводе, где заново вырезали четыре утраченные части. Камень был взят из Ревневского месторождения, рисунок на нём отличается от оригинала, но оттенок на него похож. Принято считать, что берёзовая Семейная роща и стоящая в ней «Урна Судьбы» упомянуты в элегии Василия Жуковского «Славянка» (1815).
Я на брегу один... окрестность вся молчит...

Как привидение, в тумане предо мною

Семья младых берёз недвижимо стоит

Над усыплённою водою.

Вхожу с волнением под их священный кров;

Мой слух в сей тишине приветный голос слышит;

Как бы эфирное там веет меж листов,

Как бы невидимое дышит;

Как бы сокрытая под юных древ корой,

С сей очарованной мешаясь тишиною,

Душа незримая подъемлет голос свой

С моей беседовать душою.

И некто урне сей безмолвный приседит;

И, мнится, на меня вперил он темны очи;

Без образа лицо, и зрак туманный слит

С туманным мраком полуночи

### Скульптурное оформление пространства вблизи Галереи
На небольшой лужайке перед Галереей находилась бронзовая скульптура летящего Меркурия, отлитая в Императорской Академии художеств в 1783 году мастерами Эдмом Гастеклу и Василием Можаловым с восковой модели Фёдора Гордеева по оригиналу итальянского скульптора фламандского происхождения XVI века Джованни Болонья. Она также пропала во время войны. Скульптура была найдена в музее города Граца и возвращена правительством Австрии. Ныне статуя установлена на историческое место.
На площадке между северным фасадом центрального корпуса и стеной Галереи в XIX веке находилась бронзовая скульптура «Мальчик, вынимающий занозу» (Россия, XVIII век с античного оригинала I века н. э.). Она пропала в годы оккупации (её закопали перед приходом немецких войск, но обнаружить уже не смогли; она числится похищенной), и сейчас заменена статуей итальянской работы II половины XIX века (скульптор М. Амодио) на эту же тему (инвентарный номер 11-202, её музей купил в 2008 году, установлена в 2014 году).

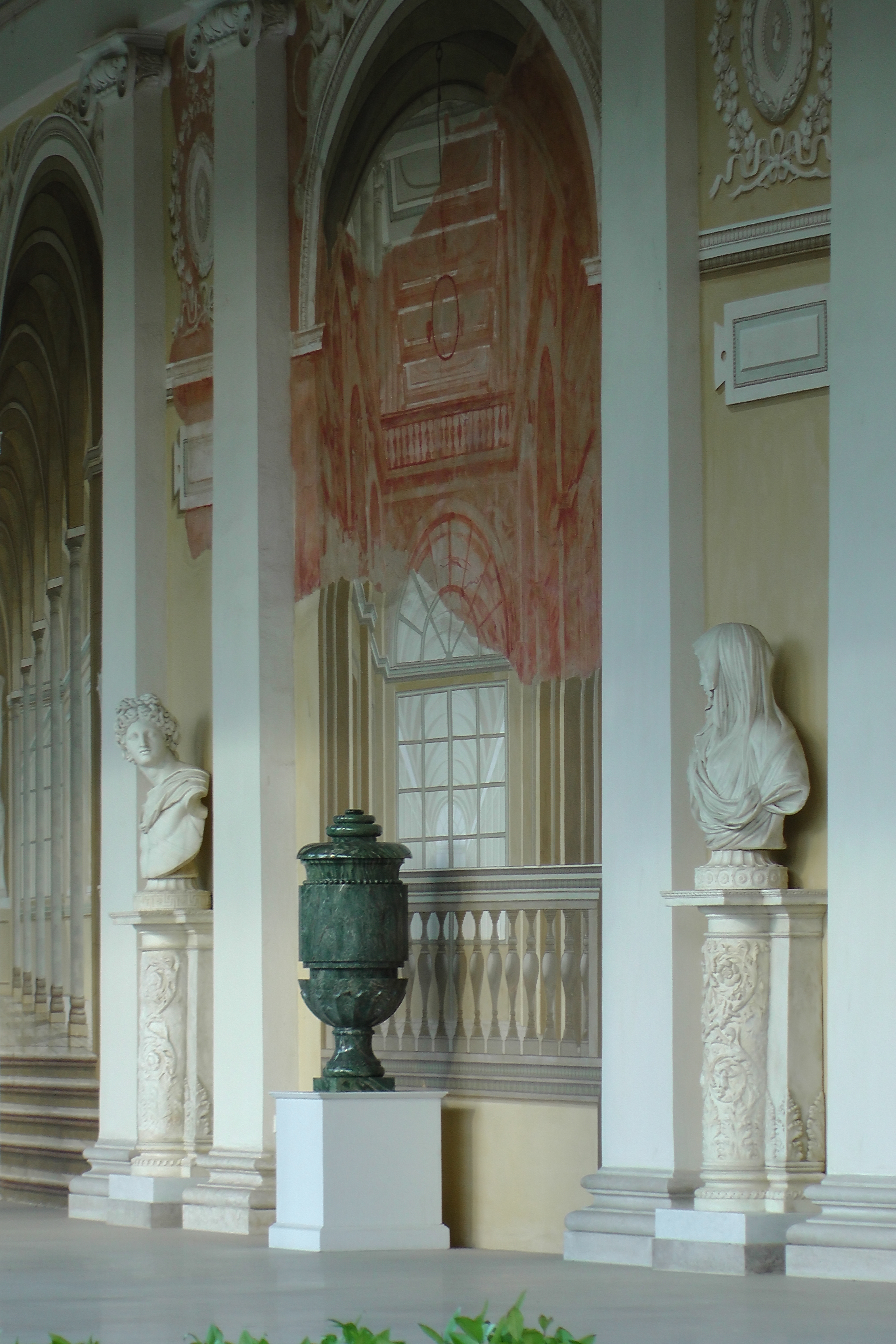
Центральная часть Галереи со скульптурами и «Урной Cудьбы»
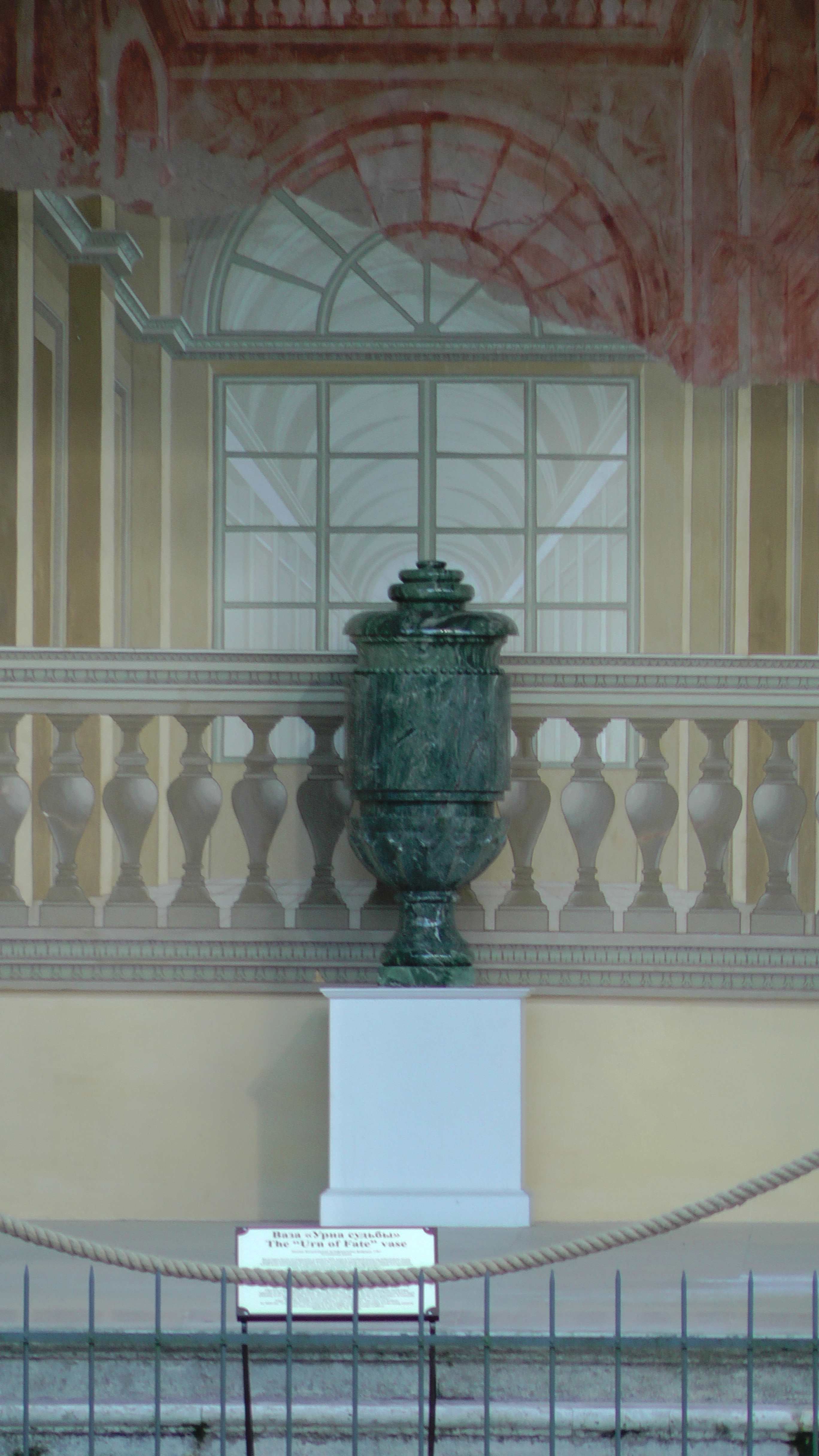
Урна Cудьбы
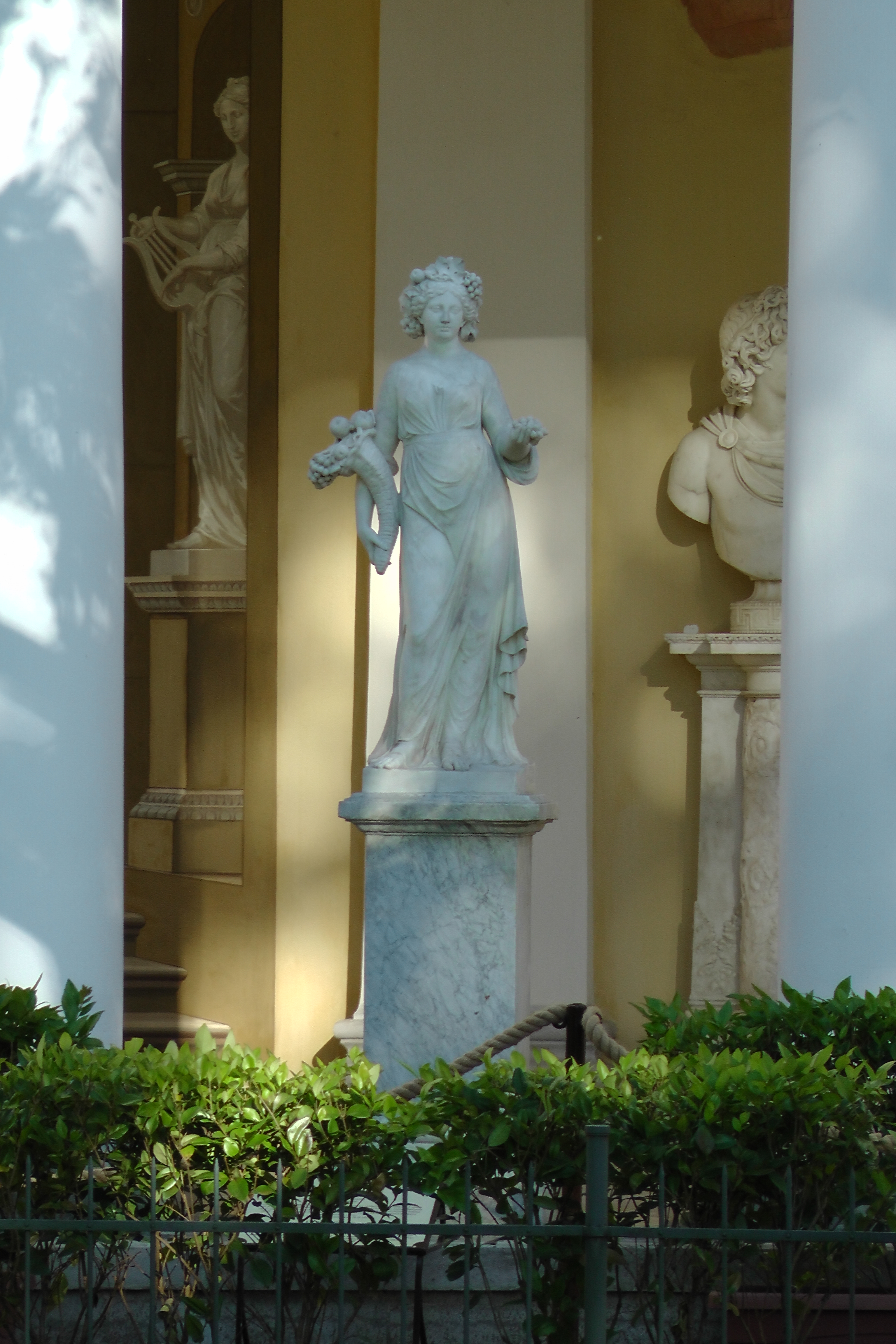
Павловский дворец-музей. Скульптура в центральной части Галереи Гонзаго
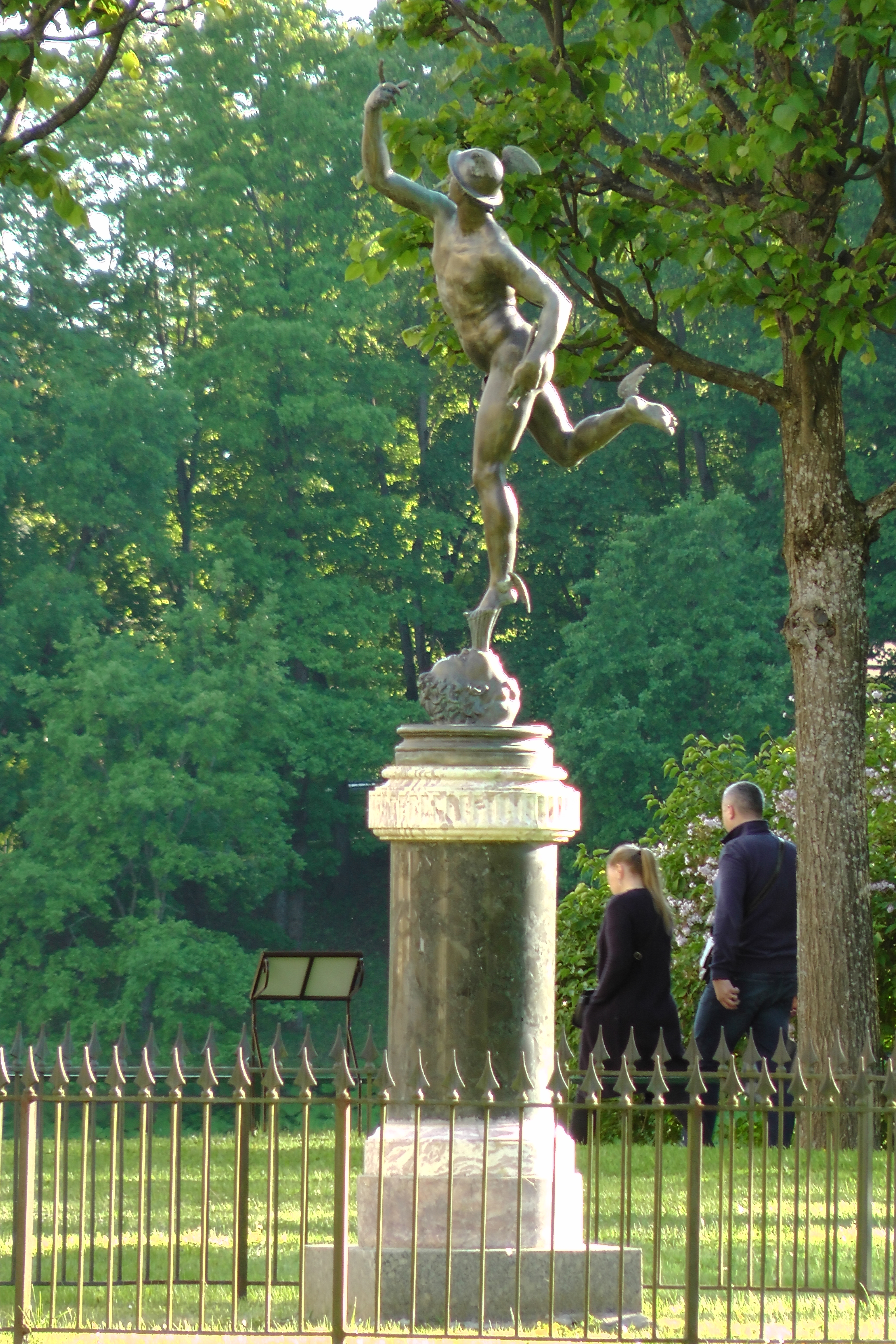
Статуя Меркурия перед Галереей Гонзаго в Павловском дворце-музее

## Галерея Гонзаго после реставрации 2006—2011 годов

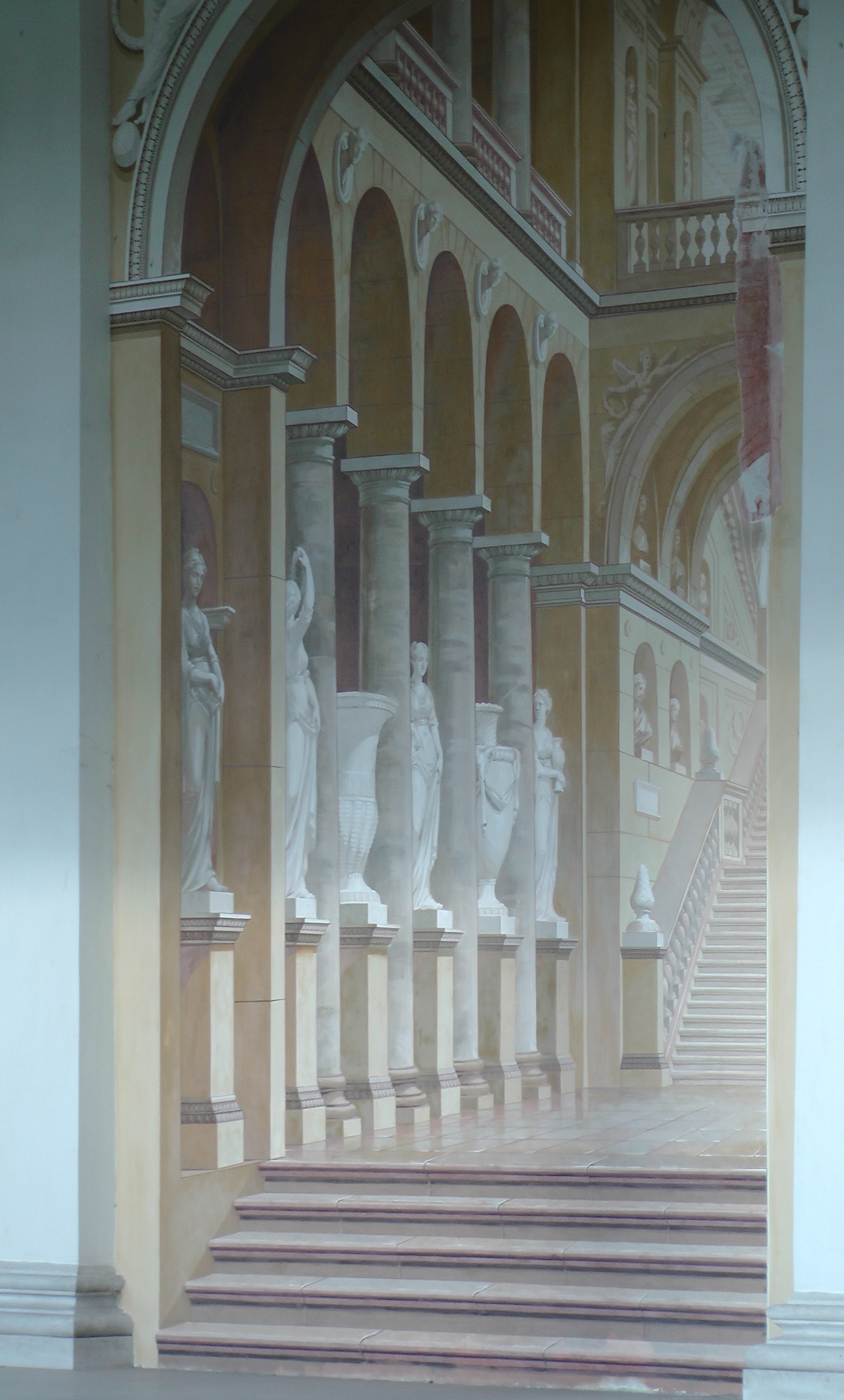
Галерея Гонзаго в Павловском дворце-музее. Фрагмент росписи
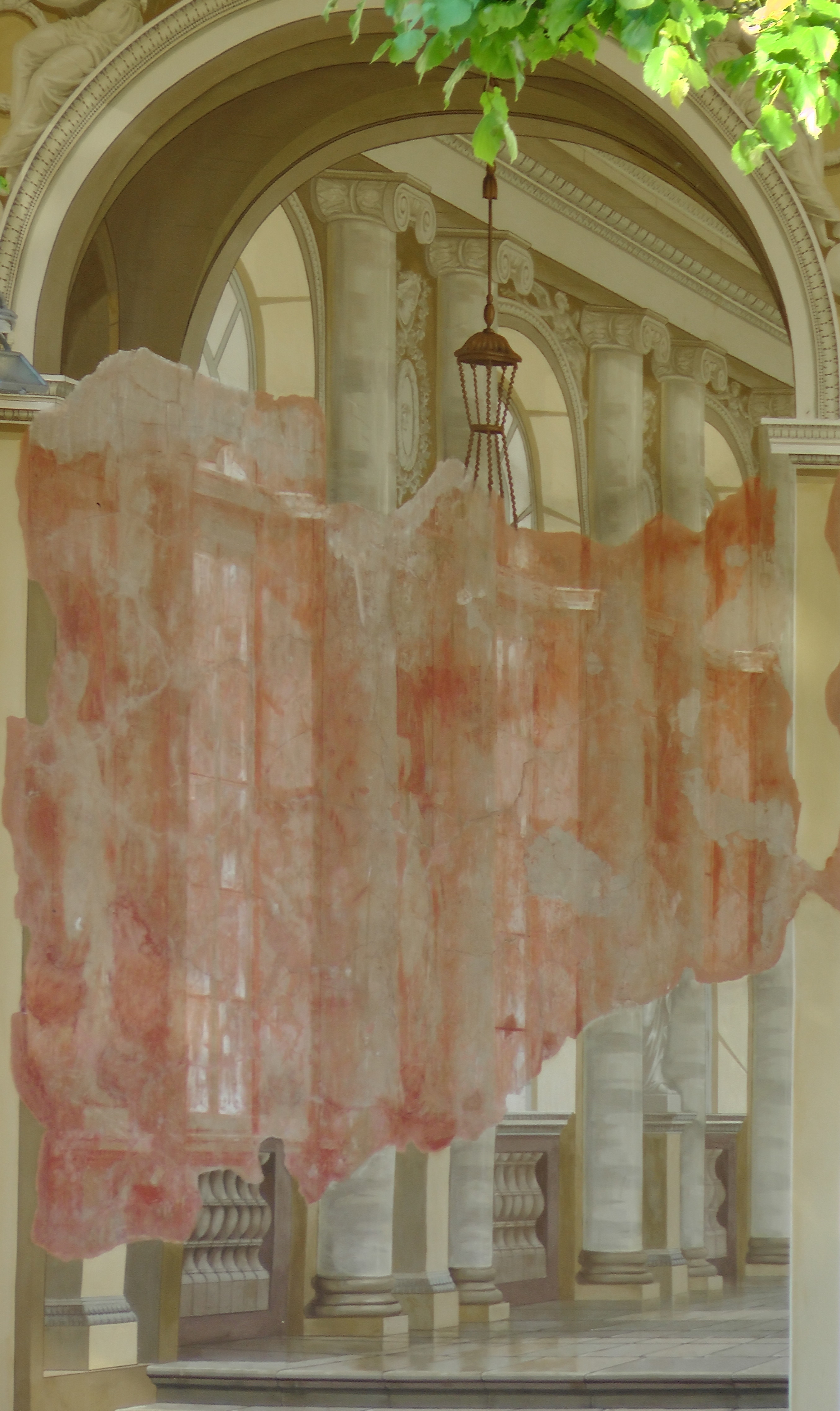
Галерея Гонзаго в Павловском дворце-музее. Фрагмент росписи
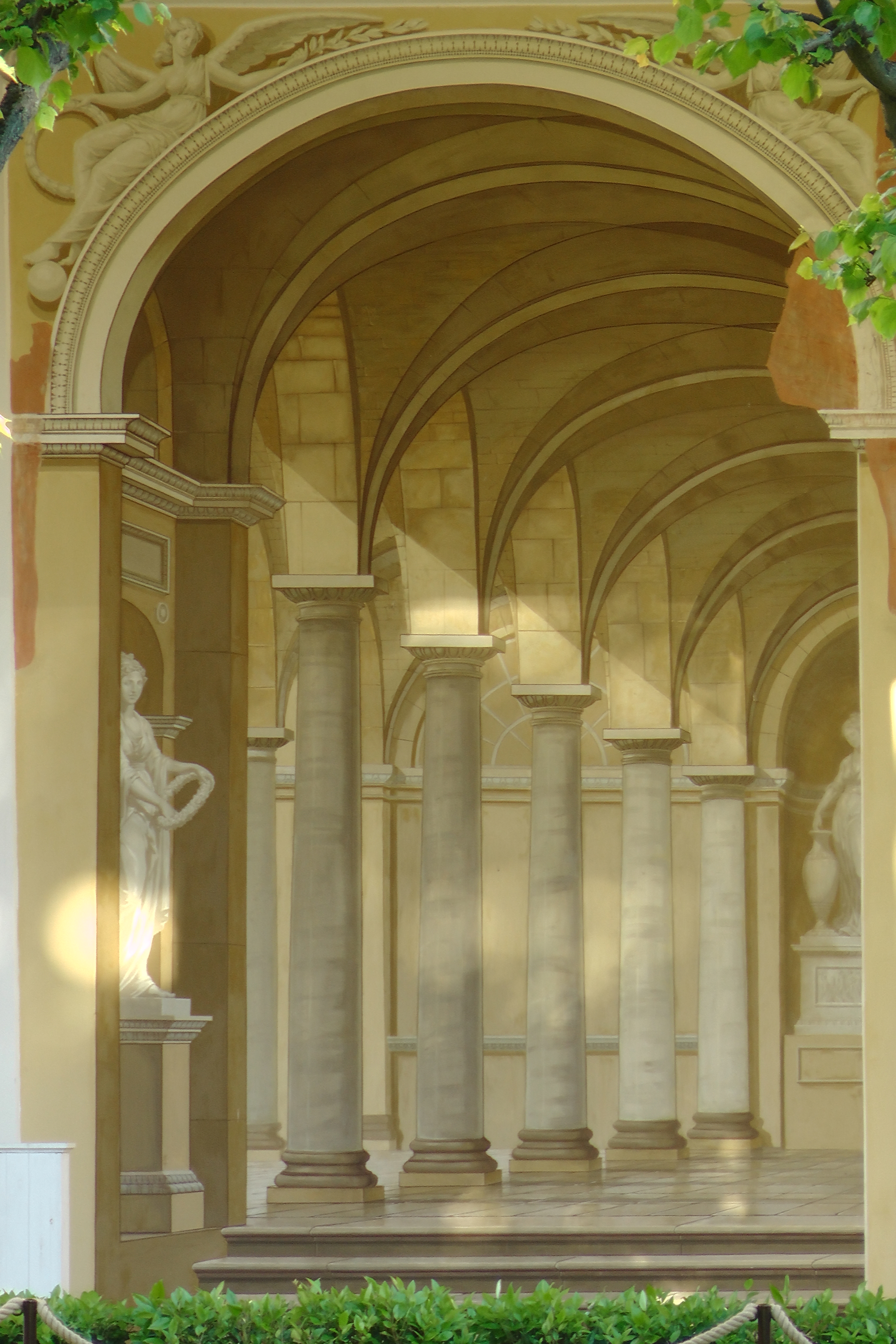
Фрагмент росписей Галереи Гонзаго в Павловском дворце-музее
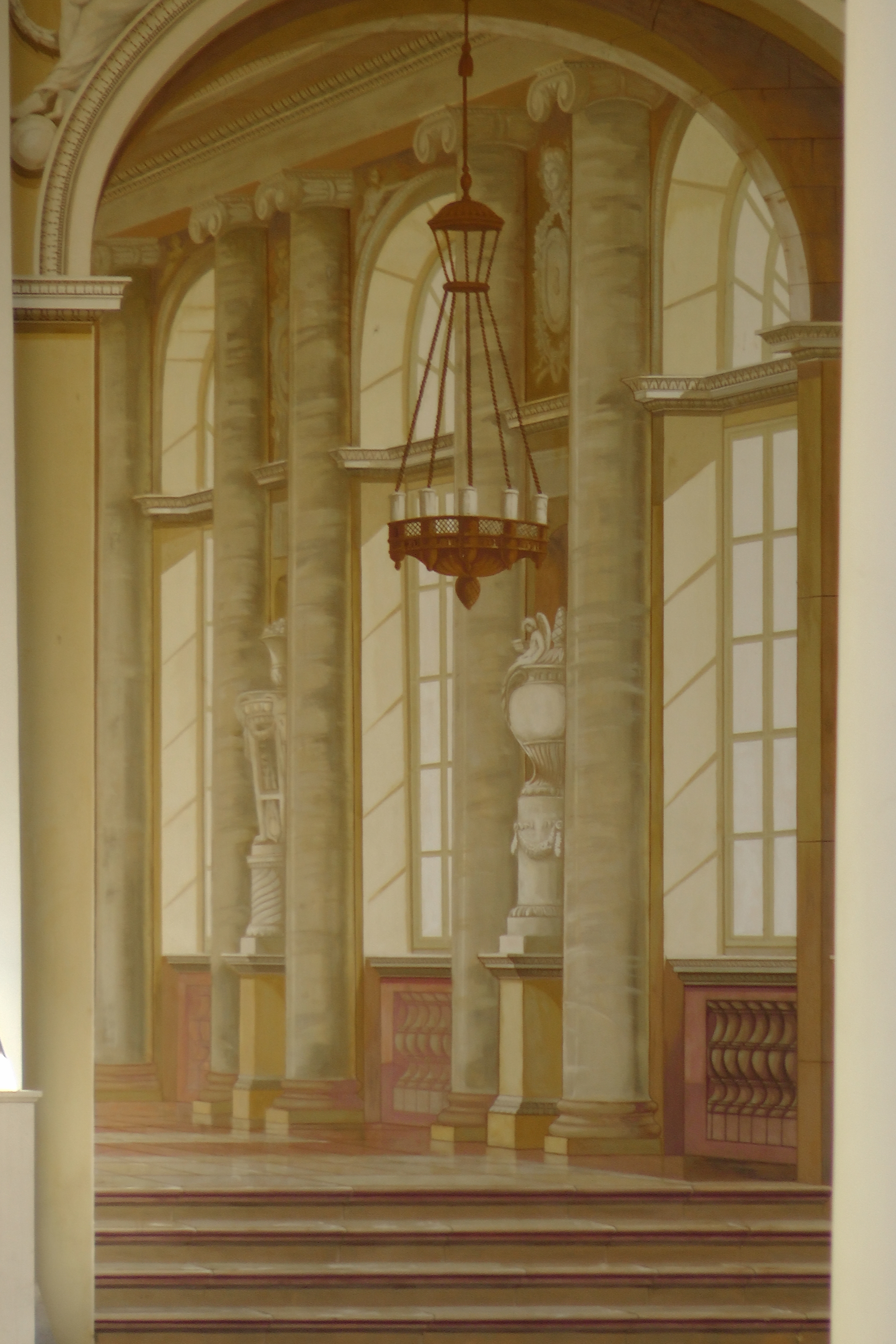
Фрагмент росписей Галереи Гонзаго в Павловском дворце-музее
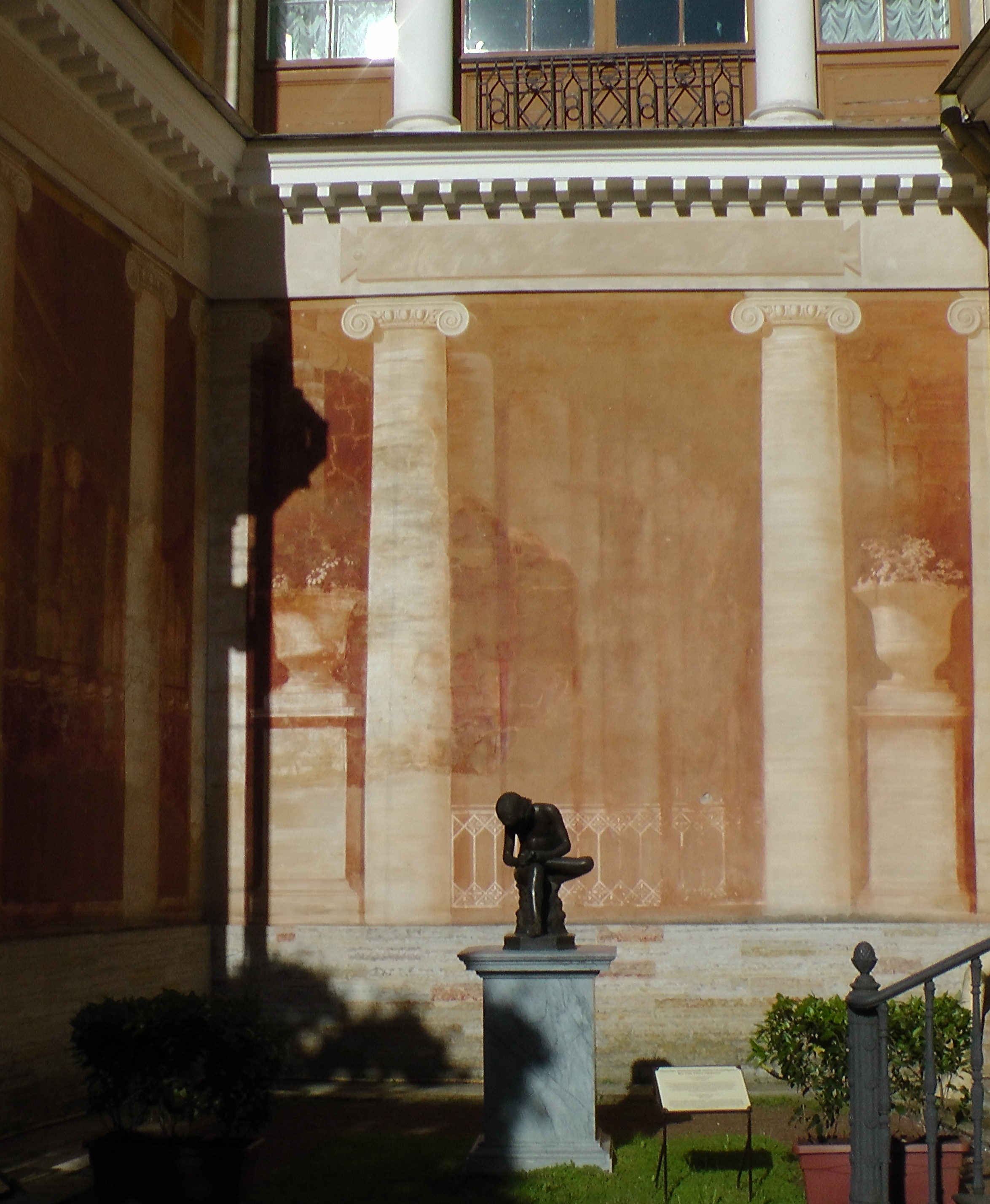
Площадка между северным фасадом центрального корпуса и стеной Галереи Гонзаго в Павловском дворце-музее